# Idionectes vortex
Az Idionectes vortex az Amoebozoa Idionectidae kládjának és Idionectes nemzetségének egyetlen ismert faja. Sebastian Hess és Alastair G. B. Simpson fedezték fel 2019-ben, a nemzetségnév jelentése „eltérő, különleges úszó”. Repülő csészealjszerű testével vízörvények készítése révén történő mozgása miatt UFO-nak („azonosítatlan ostoros élőlény”) is nevezték. Ez az egyetlen ismert eukarióta a prokariótákra jellemző forgó ostorral.

## Történet
Sebastian Hess, a Kölni Egyetem zoológus hallgatója mikrobákat tanulmányozott a simmelriedi tőzegtavakban. The location has been recognised as a microbial biodiversity hotspot. 2010-ben több, akkor ismeretlen mikrobát gyűjtött. A vízminták mikroszkópos megfigyelésekor sejteket fonalaikban tartalmazó zöldmoszatokat látott. Néhány nap után azt látta, hogy e sejtek kikerültek az algákból, és a vízben úsztak, majd új algákat fertőznek. Mint ismeretlen amőbákat, UFO-nak (azonosítatlan ostoros élőlény) nevezte el.
Hess tovább tanulmányozta ezeket posztdoktori kutatásai során a Dalhousie-i Egyetemen. Ottani munkatársai, Laura Eme, Andrew J. Roger és Alastair G. B. Simpson segítségével genetikailag kimutatták, hogy az élőlény Amoebozoa-faj. Tagjai parazitoid ostoros amőbák, melyek különlegesen mozognak: mozgásuk irányára merőlegesen forognak, más ostoros eukariótákkal szemben, és kis repülő csészealjakra hasonlítanak. 2019-ben eredményeiket a Nature Microbiologyban közölték, és az Idionectes vortex nevet (örvényben eltérően, különlegesen úszó) adták neki. Leírásuk elsősorban a rajzósejteken alapult. 2021-ben Sebastian Hess részletes leírást adott az amőboid I. vortexről, .
2021-ben Porfírio-Sousa et al. az IFT27, az RTW és a RAB23 gének jelenlétével igazolták, hogy az átmenetileg ostoros Amoebozoa-fajok, így például az Idionectes is rendelkeznek ostortranszportgénekkel. Mivel azonban csak transzkriptomikai adatok voltak ekkor elérhetők, nem tudták eldönteni, hogy ezek kohorszként vannak-e benne jelen.

## Morfológia

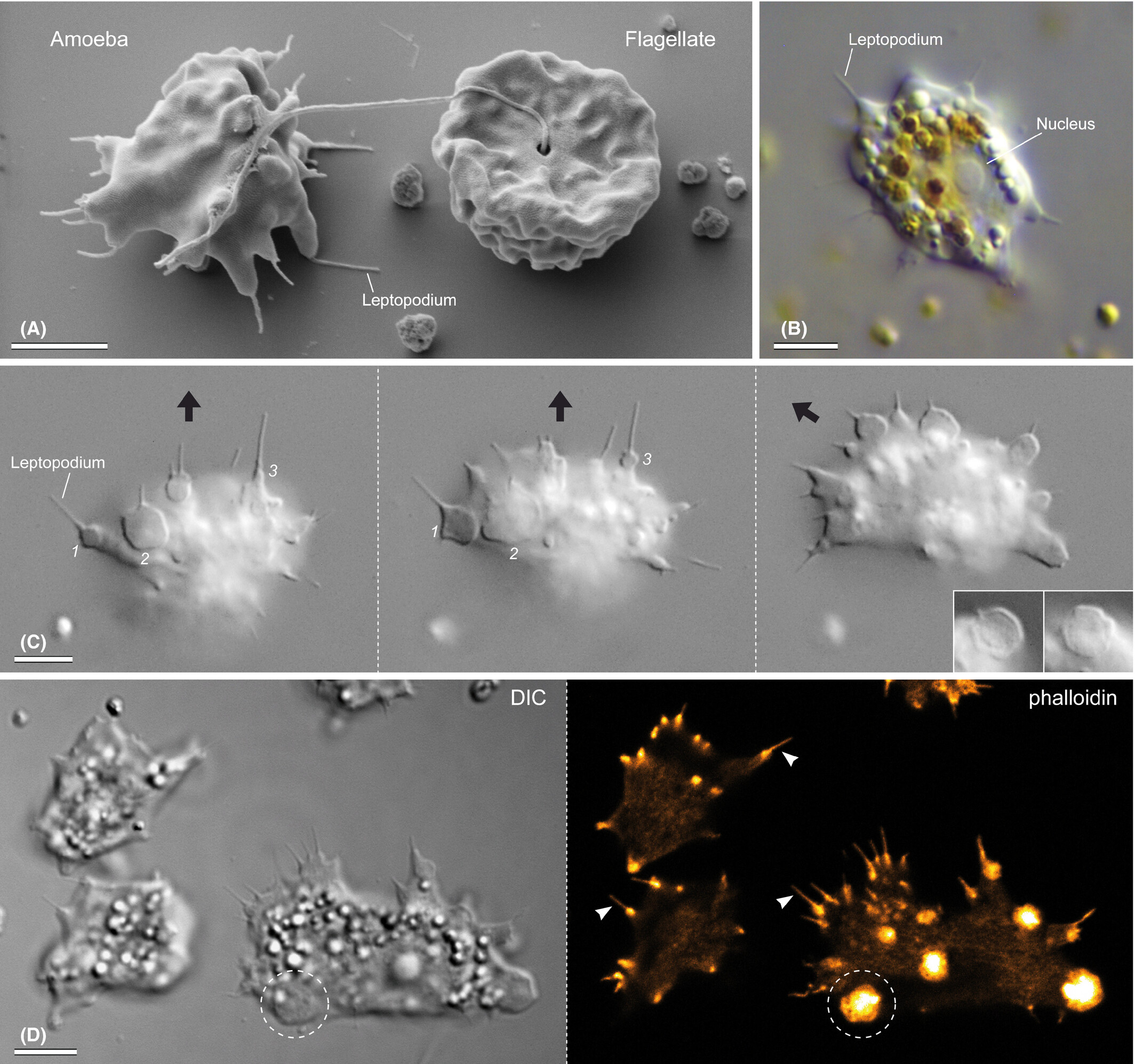
A: Amőboid (balra) és ostoros (jobbra) Idionectes vortex. B: Amőba leptopódiumokkal, sejtmaggal és emésztő űröcskékkel. C: Mozgó amőba időbeli felvételsorozata. D: 3 amőba F-aktin-eloszlása a leptopódiumokban (nyílvégek) és az adhéziós zónákban (szaggatott körök). A vonal 5 μm-t jelöl

Az Idionectes egysejtű vízi Amoebozoa-faj. Fő sejtteste foltszerűen lekerekített, sugarasan szimmetrikus kúpos oldallal és lapos alappal, mely az algasejtekhez adhéziós zóna. Ezért repülő csészealjnak néz ki. Hossza 15 μm, szélessége 8 μm. 1 sejtmagja és alapi teste van. Sejtmagja 4 μm átmérőjű. A sejtmembránt pikkelyek fedik, és igen rugalmas. A külső pikkelyek csónak alakúak, hosszuk 150, szélességük 70 nm.

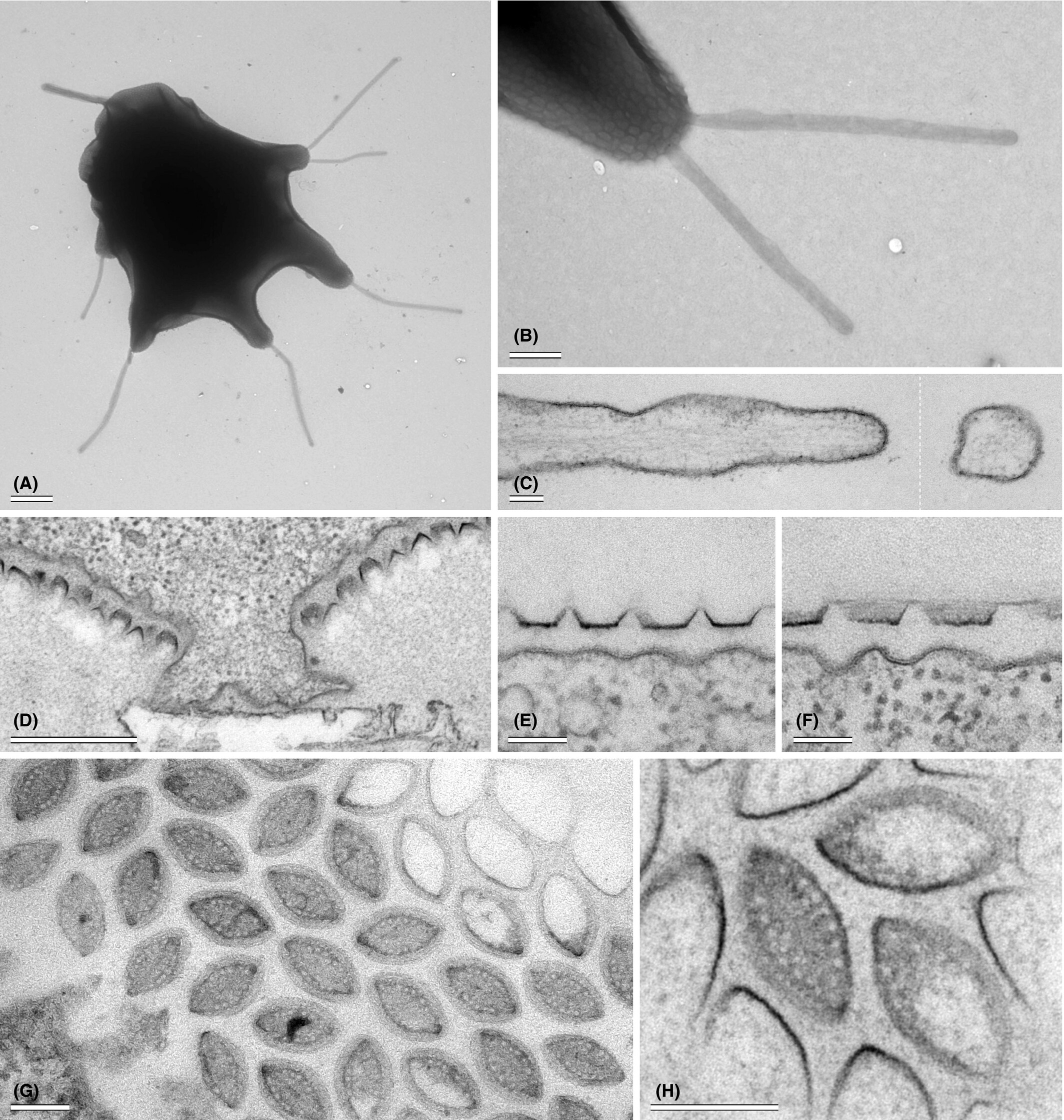
Az Idionectes vortex ultraszerkezete. A: Teljes sejt néhány leptopódiumos állábbal. B: 2 leptopódium 1 állábból. C: Ultravékony leptopódium-keresztmetszetek. D: Adhéziós zóna. E–F: A csónak alakú pikkely keresztmetszete. G–H: Csónakszerű pikkelyekből álló sejtburok.

Kétféle formában élhet: lehet ostoros vagy amőboid. Ez az egyetlen ismert Cutosea-faj mindkét állapottal, a többi Cutosea-fajban nincs ostor. Ostorosként egy 30 μm hosszú ostort bocsát ki alapi testéből, és szabadon élve úszik a vízben. Bár ostoros, ostor nélküli amőbáknak közelebbi rokona. Amőboid állapotában számos állábat hozhat létre sejtmembrán-kiemelkedésként, melyekből tűszerű kiemelkedéseket, leptopódiumokat hozhat létre. Ezek akár 8 μm hosszúak is lehetnek. Ekkor algaparazitaként él.
Sejtváza fejlett mikrotubulusokból áll, melyek mintegy 1,5 μm átmérőjű spirális mikrotubulus-szervező központból indulnak ki, és a szemcsés részekre korlátozódnak. Emellett több aszinkron kontraktilis vakuóluma is van. Amőbái „sétálnak” kerek adhéziós zónáik segítségével, de a Squamamoeba japonica sétáló mozgása alapján nem szükségesek hozzá a leptopódiumok.

## Életmód
Elsősorban Zygnematophyceae-fajokat fertőző, kifejezetten a sejtplazma tartalmát evő édesvízi parazitoid.

## Életciklus
Az Idionectes életciklusa egy részét algaparazitaként éli, másik részét szabadon élő ostorosként. Az ostoros megtámadandó zöldmoszatok után keres. Miután az algasejt felszínével érintkezik, annak sejtfalát feloldja, és az algasejtplazmába hatol. Mint fagotróf sejtplazmaevő, fagocitózissal kezdi enni az alga sejtplazmatartalmát, és elveszti ostorát. Az algaplasztiszt bekebelezve világoszölddé válik. Leptopódiumokat hoz létre állábaiból az algán belüli mozgáshoz, mitózissal és kettéhasadással osztódik. Ha táplálékforrása elfogy, és a táplálkozás véget ér, az utódsejtek ostort hoznak létre ostornyílásukból, majd a vízbe kiszabadulva úszni kezdenek újabb fejlődési ciklust indítva.
Ostoros sejtjei rajzósejtek, ostoruk a sejtmaghoz közeli mikrotubulus-szervező központ közepéből ered. Az amőboid állapot mikrotubulus-szervező központjában gyakran ostorcsonk marad, de lehet, hogy csak az alapi test vagy még az se marad meg.

## Genetika
Az ostorbeli tranzporttal összefüggő IFT27, RTW és RAB23 gének homológjaival rendelkezik. Amőboid állapota α-tubulinja alapján igazolta Hess 2021-ben a mikrotubulus-szervező központ létét.
Nincs α-integrinje, α- vagy β-parvinja, FAK vagy ILK fehérjéje, van β-integrinje, vinkulinja, paxillinja, talinja, PINCH fehérjéje és α-aktininja.

## Filogenetika
Az Idionectes a Cutosea legbazálisabb ismert nemzetsége. A klád, melybe tartozik, az Idionectidae.

## Jelentőség
Bár a Cutosea igen korai Amoebozoa-ág, még kevéssé ismert a sejtszerveződés tekintetében. Az I. vortex alapján Hess 2021-ben a Cutosea utolsó közös őse lehetséges morfológiájaként egy egyostorú sejtet írt le.

## Fordítás
Ez a szócikk részben vagy egészben  az   Idionectes című angol Wikipédia-szócikk ezen változatának fordításán alapul.  Az eredeti cikk szerkesztőit annak laptörténete sorolja fel. Ez a jelzés csupán a megfogalmazás eredetét és a szerzői jogokat jelzi, nem szolgál a cikkben szereplő információk forrásmegjelöléseként.